# Přijímač s přímým zesílením

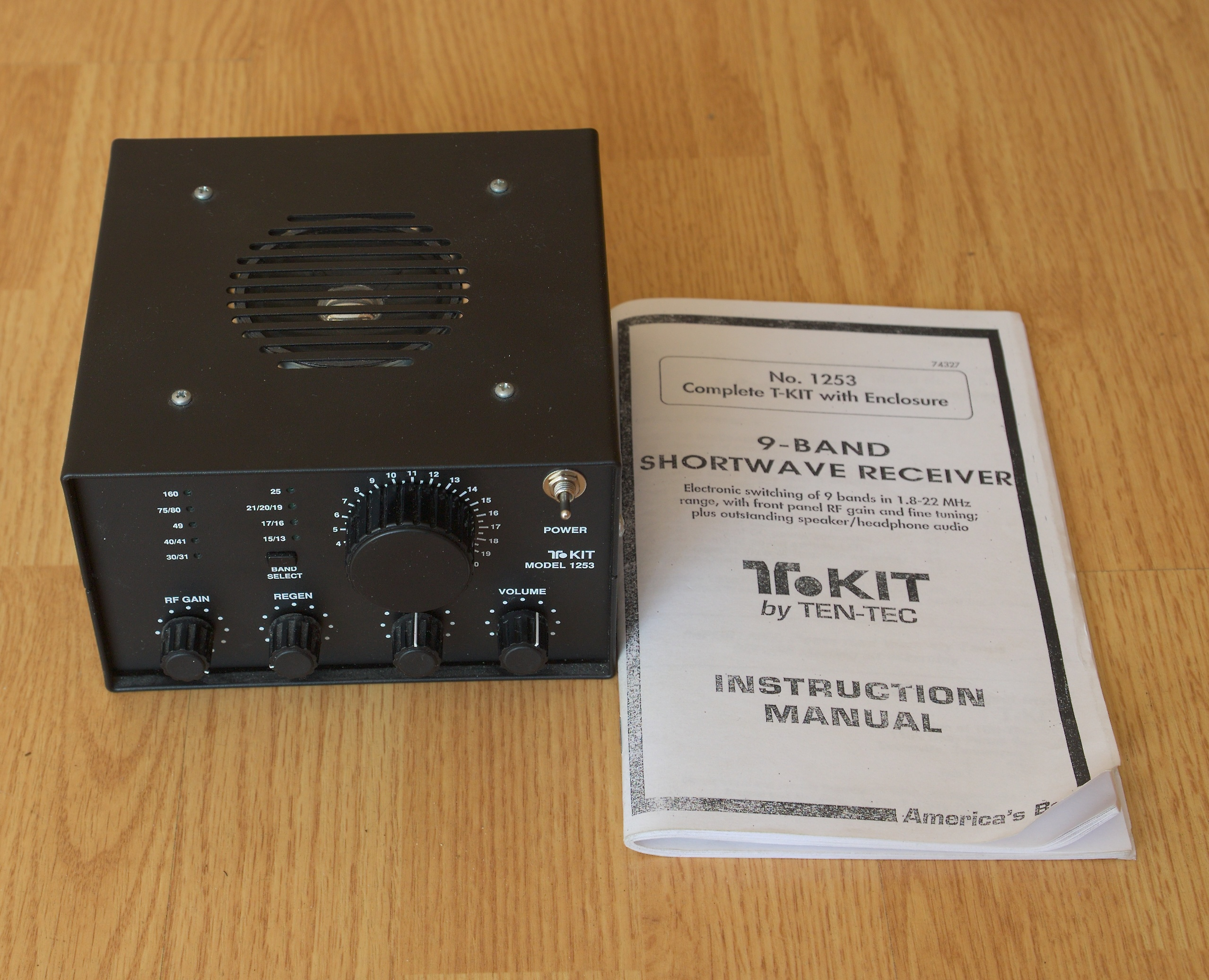
Obr. 1: Přímozesilující přijímač s unipolárními tranzistory (FET) pro příjem v devíti pásmech krátkých vln.

Přijímač s přímým zesílením (angl. tuned radio frequency receiver) je radiopřijímač, který byl používán především v začátcích radiového vysílání. Na rozdíl od superhetu nepřevádí vstupní signál na pomocný mezifrekvenční kmitočet, ale zpracovává vysokofrekvenční signál přímo tak, jak jej přijal z antény.

## Historie
Prvními rozhlasovými přijímači byly krystalky, které později nahradily elektronkové přijímače s přímým zesílením. Ačkoliv v roce 1918 byl vynalezen dokonalejší radiopřijímač označovaný jako superhet, ještě po druhé světové válce řada výrobců nabízela přijímače s přímým zesílením. Přímozesilující přijímače se po válce vyráběly i v bývalém Československu. Mezi ně patřil např. elektronkový přijímač TESLA T713, určený pro příjem v pásmu středních vln. Podobný přijímač T613 byl určen na příjem v pásmech středních, dlouhých a krátkých vln.
I po nástupu tranzistorů se přijímače s přímým zesílením nepřestaly vyrábět a zůstaly předmětem stavebnic pro amatéry.
Ve většině oblastí použití však přijímače s přímým zesílením postupně byly – s výjimkou zvláštní kategorie, tzv. superreakčních přijímačů – téměř zcela vytlačeny superhety. Kvůli své jednoduchosti ale zůstaly v oblibě u amatérů. V literatuře a později na internetu byla publikována celá řada zapojení.

## Jednoduchý přímozesilující přijímač

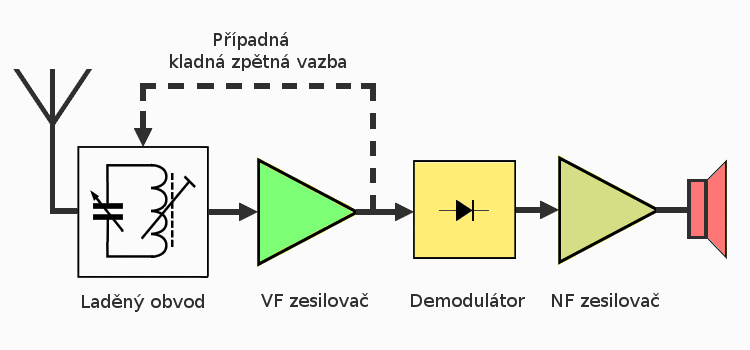
Obr. 2: Blokové schéma jednoduchého přímozesilujícího přijímače

Blokové schéma jednoduchého rozhlasového přijímače s přímým zesílením, určeného na příjem amplitudově modulovaných signálů, je nakresleno na obr. 2. Rezonanční obvod na vstupu umožňuje naladění požadované stanice. Za ním následuje vysokofrekvenční zesilovač, který zesílí signál ještě před demodulací, což je důležité kvůli linearitě jednoduchého diodového demodulátoru. Z vysokofrekvenčního zesilovače může být zavedena zpět do rezonančního obvodu kladná zpětná vazba (na obr. 2 vyznačena čárkovaně). Tímto způsobem se dá výrazně zvýšit citlivost a selektivita přijímače.
Demodulátor oddělí z vysokofrekvenčního modulovaného signálu nízkofrekvenční složku. Nejjednodušším demodulátorem amplitudově modulovaného signálu je dioda. Nízkofrekvenční signál se přivádí do zesilovače, který má na výstupu reproduktor.

## Varianty přijímačů s přímým zesílením
- Reflexní přijímač obsahuje tzv. reflexní stupeň, charakterizovaný vícenásobným využitím zesilovacího prvku, který pracuje současně jako vysokofrekvenční i nízkofrekvenční zesilovač. Blokové schéma jednoduchého reflexního přijímače zachycuje obr. 3.

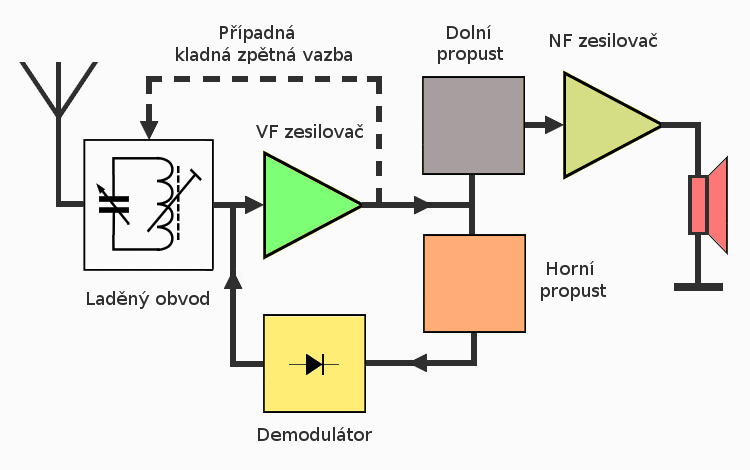
Obr. 3: Blokové schéma reflexního přímozesilujícího přijímače

Zesílený vysokofrekvenční signál je na výstupu zesilovače oddělen horní propustí a následně demodulován. Takto získaný nízkofrekvenční signál se vrací zpět na vstup zesilovače. Tranzistor či elektronka tedy plní funkci vysokofrekvenčního i nízkofrekvenčního zesilovače.
Stejnosměrná složka napětí z demodulátoru může být využita k řízení pracovního bodu tranzistoru podle intenzity signálu. Přijímač tak získá automatické vyrovnávání citlivosti, které může být poměrně účinné (v reflexním zapojení působí pro vysokofrekvenční i nízkofrekvenční signál). Na výstupu zesilovače musí být kromě horní propusti ještě dolní propust, sloužící k oddělení nízkofrekvenčního signálu, který je následně přiveden na vstup nízkofrekvenčního zesilovače. Popsaný princip lze použít i v přijímačích s nepřímým zesílením (superhetech). Reflexní zapojení se často objevuje v amatérských konstrukcích rozhlasových přijímačů.
- Audion se v původní elektronkové verzi vyznačoval tím, že jedna elektronka bez předpětí pracovala současně jako zesilovač i jako demodulátor.[14] Analogicky by se tedy označení audion mělo používat i pro podobný tranzistorový obvod, kde tranzistor demoduluje a současně zesiluje signál. V praxi se název audion někdy používá i u tranzistorových přijímačů, kde je demodulace zajištěna samostatným diodovým demodulátorem, popř. obecně pro přímozesilující přijímače s kladnou zpětnou vazbou.[15]

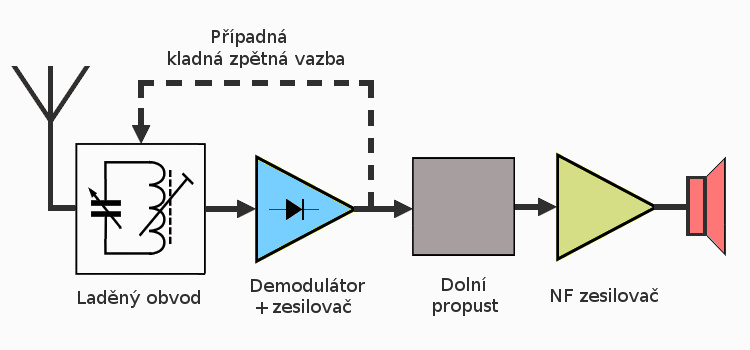
Obr. 4: Blokové schéma přímozesilujícího přijímače typu audion

Blokové schéma přijímače tohoto typu je na obr. 4. Tranzistor, navázaný na vstupní rezonanční obvod, demoduluje a zesiluje signál. Na výstupu tranzistoru je dolní propust, která potlačuje nežádoucí vysokofrekvenční složky signálu. I u tohoto typu přijímače může být zavedena zpět do rezonančního obvodu kladná zpětná vazba. Audiony jsou často předmětem konstrukcí amatérů.
- Přijímač s kladnou zpětnou zpětnou vazbou je běžné označení přijímače, který využívá kladnou zpětnou vazbu na odtlumení rezonančního obvodu pro získání vyšší citlivosti a lepší selektivity. Kladná zpětná vazba se běžně používá i v reflexních přijímačích, popř. audionech a je naznačena na obrázcích 2, 3 a 4. Kladná zpětná vazba je nejčastěji ovládána ručně proměnným vazebním kondenzátorem, potenciometrem nebo změnou vzájemné polohy cívek. V některých případech je zpětnovazební smyčka nastavená napevno, ale reguluje se zisk zesilovacího prvku. Pro příjem amplitudově modulovaných signálů (běžný poslech rozhlasových stanic) se zpětná vazba nastavuje těsně před okamžik, kdy dojde ke vzniku oscilací. Při příjmu nemodulované telegrafie CW a příjmu modulace SSB (poslech radioamatérských stanic) se naopak nastaví zpětná vazba záměrně tak, aby k oscilacím došlo. Protože u těchto druhů modulací je k úspěšnému poslechu zapotřebí, aby došlo ke smísení kmitočtu oscilujícího stupně přijímače se signálem přijímané stanice. Tento druh přijímače byl pro poslech rozhlasových stanic nejběžnějším a nejrozšířenějším radiopřijímačem v meziválečném období. V pozdější době byl kvůli relativní složitosti obsluhy (nastavování zpětné vazby) v domácnostech vytlačen superhetem. Mezi radioamatéry měl po mnoho desetiletí zcela nezastupitelnou úlohu. Byl to jednoduchý a spolehlivý přijímač pro začátečníky-radioamatéry, kterým při malých pořizovacích nákladech umožnil relativně kvalitní poslech AM, CW i SSB a to i u hodně vzdálených krátkovlnných stanic. Nejčastější zapojení bývala "lampová dvojka" se dvěma pentodami nebo "Twinplex" s jednou duotriodou. V obou případech první elektronkový stupeň tvořil audion se zpětnou vazbou a druhý stupeň pracoval jako nízkofrekvenční zesilovač.
- Superreakční přijímač patří do samostatné kategorie přímozesilujících přijímačů. Vyznačuje se velmi dobrou citlivostí, srovnatelnou se superhetem, ale nízkou selektivitou, protože jeho rezonanční obvod je periodicky zatlumován. Vysokou citlivostí konkuruje superhetům, přitom je podstatně jednodušší. Používá se zejména v nejrůznějších zařízeních pro dálkové ovládání, např. v pásmu 27 MHz.[19]

## Porovnání superhetu a přímozesilujícího přijímače
Superhet je přijímač, u něhož se přelaďuje současně vstupní rezonanční obvod a pomocný oscilátor. Ve směšovači pak vznikne signál se součtovým a rozdílovým kmitočtem. K dalšímu zpracování se obvykle využívá signál s rozdílovým kmitočtem, který se  přivádí do mezifrekvenčního zesilovače. Protože tento signál má i při přelaďování superhetu konstantní frekvenci, mohou být v mezifrekvenčním zesilovači pro získání selektivity použity pevně naladěné LC obvody, keramické filtry, apod. Problémem superhetů je přítomnost oscilátoru a směšovače (rušivé vyzařování, zrcadlové kmitočty, zázněje) a nutnost dosáhnout dobrý souběh vstupního a oscilátorového obvodu.
Přijímač s přímým zesílením nemá obvody typické pro superhet (oscilátor, směšovač, mezifrekvenční zesilovač). Jeden či více rezonančních obvodů pracuje na stejné frekvenci. Výhodou přijímače s přímým zesílením je jednoduchost, zejména v případě, kdy přijímač obsahuje pouze jeden laděný obvod. Přijímač s jedním laděným obvodem však má malou selektivitu. Situaci lze zlepšit použitím kladné zpětné vazby, což však znamená komplikovanější obsluhu – jeden ovládací prvek navíc. Další možnost představuje zvýšení počtu laděných obvodů, které se ovšem na rozdíl od superhetu musí všechny přelaďovat. Ladění obstarávají nejčastěji vícenásobné ladicí kondenzátory nebo kapacitní diody. Realizace selektivního přeladitelného vysokofrekvenčního zesilovače s takovým počtem laděných obvodů, aby se selektivitou vyrovnal superhetu, je však obtížná. Rezonanční obvody musí být v širokém rozsahu přeladitelné (na středních vlnách je poměr maximálního a  minimálního kmitočtu cca 3:1) a pracují vždy na stejné frekvenci; hrozí tedy nebezpečí rozkmitání (Nyquistovo kritérium stability).
Zásadní nevýhoda přeladitelného přijímače s přímým zesílením spočívá v tom, že pro získání selektivity nelze použít pevně naladěné obvody. U superhetu se dá díky pevnému mezifrekvenčnímu kmitočtu potřebná selektivita relativně snadno získat v mezifrekvenčním zesilovači. Mezifrekvenční kmitočet superhetu navíc bývá výrazně nižší, než nejnižší přijímaný kmitočet. Proto jsou na součástky v mezifrekvenčním zesilovači kladeny menší nároky a dosažení potřebného zisku je snazší.

## Jakostní přímozesilující přijímač
Blokové schéma jednoho z možných uspořádání přijímače s přímým zesílením pro příjem amplitudově modulovaných signálů je zachyceno na obr. 5. Vysokofrekvenční signál přichází z antény na rezonanční obvod, přelaďovaný první sekcí trojnásobného ladicího kondenzátoru (triálu). Po zesílení v prvním vysokofrekvenčním zesilovači se signál dostane na pásmovou propust, přelaďovanou druhou a třetí sekcí ladicího kondenzátoru. Na tomto místě lze použít pásmovou propust, která zachovává při přelaďování v přijatelných mezích konstantní šířku pásma.

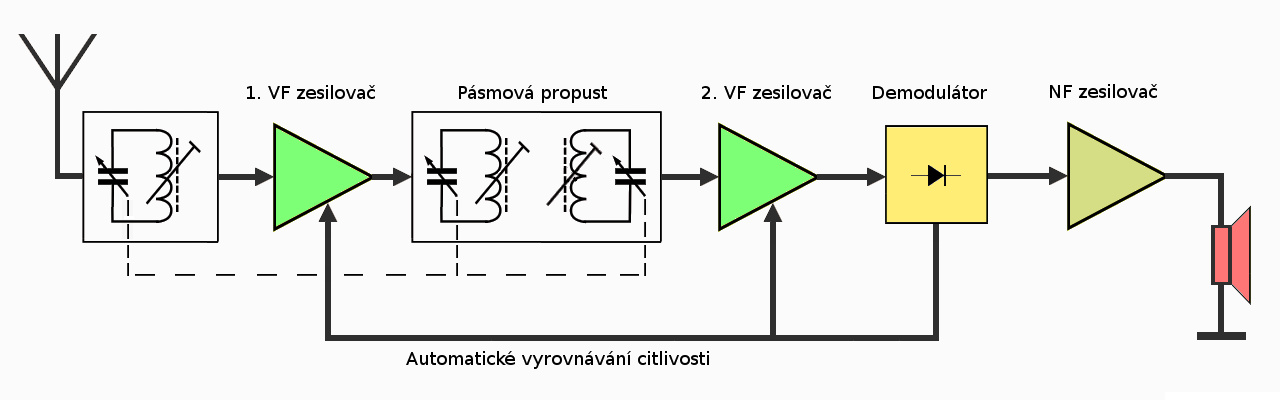
Obr. 5: Blokové schéma složitějšího přímozesilujícího přijímače

Použitím přeladitelné pásmové propusti se stálou šířkou pásma je potlačena jedna z nevýhod přijímačů s přímým zesílením – změna šířky pásma při změně přijímané frekvence. Pásmová propust navíc zajišťuje přijímači mnohem lepší selektivitu, než by měl přijímač pouze s jedním laděným obvodem nebo se dvěma oddělenými laděnými obvody. Signál je z pásmové propusti přiveden na druhý vysokofrekvenční zesilovač a po zesílení do demodulátoru. Stejnosměrná složka napětí po demodulaci je použita k řízení zisku vysokofrekvenčních zesilovačů (automatické vyrovnávání citlivosti – AVC). Protože jsou řízeny oba vysokofrekvenční stupně, AVC bude účinné. Signál po demodulaci je veden na vstup nízkofrekvenčního zesilovače a po zesílení do reproduktoru. Zkušenosti s přijímačem, řešeným z velké části podle uvedeného blokového schématu (s výjimkou AVC, které bylo zjednodušeno), se ukázaly jako velmi dobré.

## Použití přímozesilujících přijímačů
Superhet nepřináší žádnou výhodu, pokud chceme přijímat signál konstantního kmitočtu, který leží např. v oblasti dlouhých či středních vln. To platí např. pro příjem signálu časového normálu z DCF77 (řízení hodin, budíků, apod.). Přímozesilující přijímače se používají i pro dálkové ovládání spotřebičů. Další oblast použití představují bezdrátové dveřní zvonky a bezdrátové meteorologické stanice, často pracující v pásmu 433 MHz.

## Využití integrovaných obvodů
Ke stavbě přijímače s přímým zesílením se dá použít integrovaný obvod MK484, zapouzdřený v pouzdru TO-92 se třemi vývody. Integrovaný obvod je určen pro stavbu přijímače na příjem signálů v pásmu dlouhých či středních vln. Má účinný obvod automatického vyrovnávání citlivosti a postačuje mu napájecí napětí 1,5 V. Potřebuje pouze minimum vnějších součástek.
V přijímačích s přímým zesílením mohou být využity integrované obvody, které byly původně určeny především pro superhety, např. obvod TDA1083 (A283D). Kromě oscilátoru a směšovače jsou prakticky všechny další části integrovaného obvodu, tedy vysokofrekvenční zesilovač, mezifrekvenční zesilovač, obvod AVC, demodulátor, popř. nízkofrekvenční zesilovač, vhodné k realizaci přijímače s přímým zesílením.

## Schémata zapojení

Reflexní stupeň bez kladné zpětné vazby
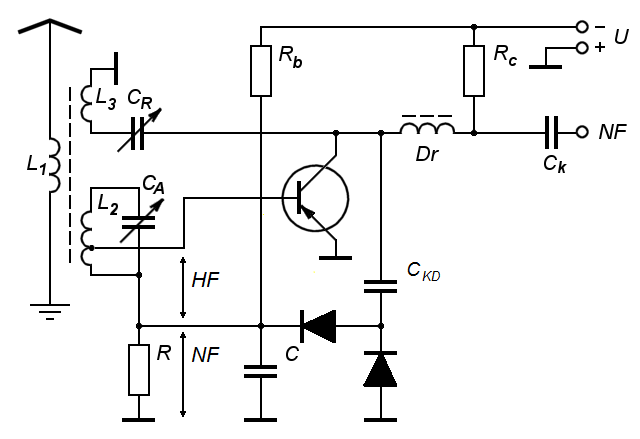
Reflexní stupeň s kladnou zpětnou vazbou
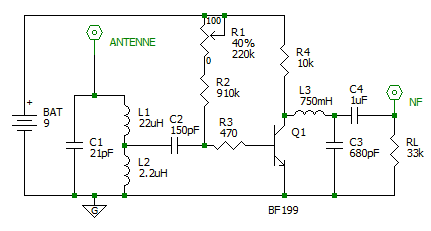
Audion bez kladné zpětné vazby
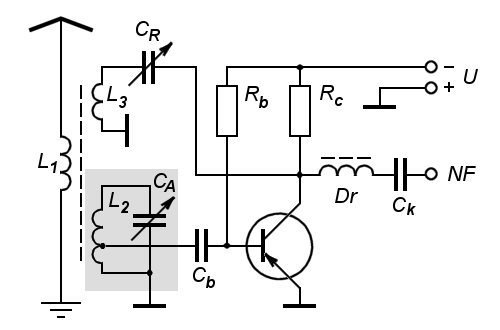
Audion s kladnou zpětnou vazbou.
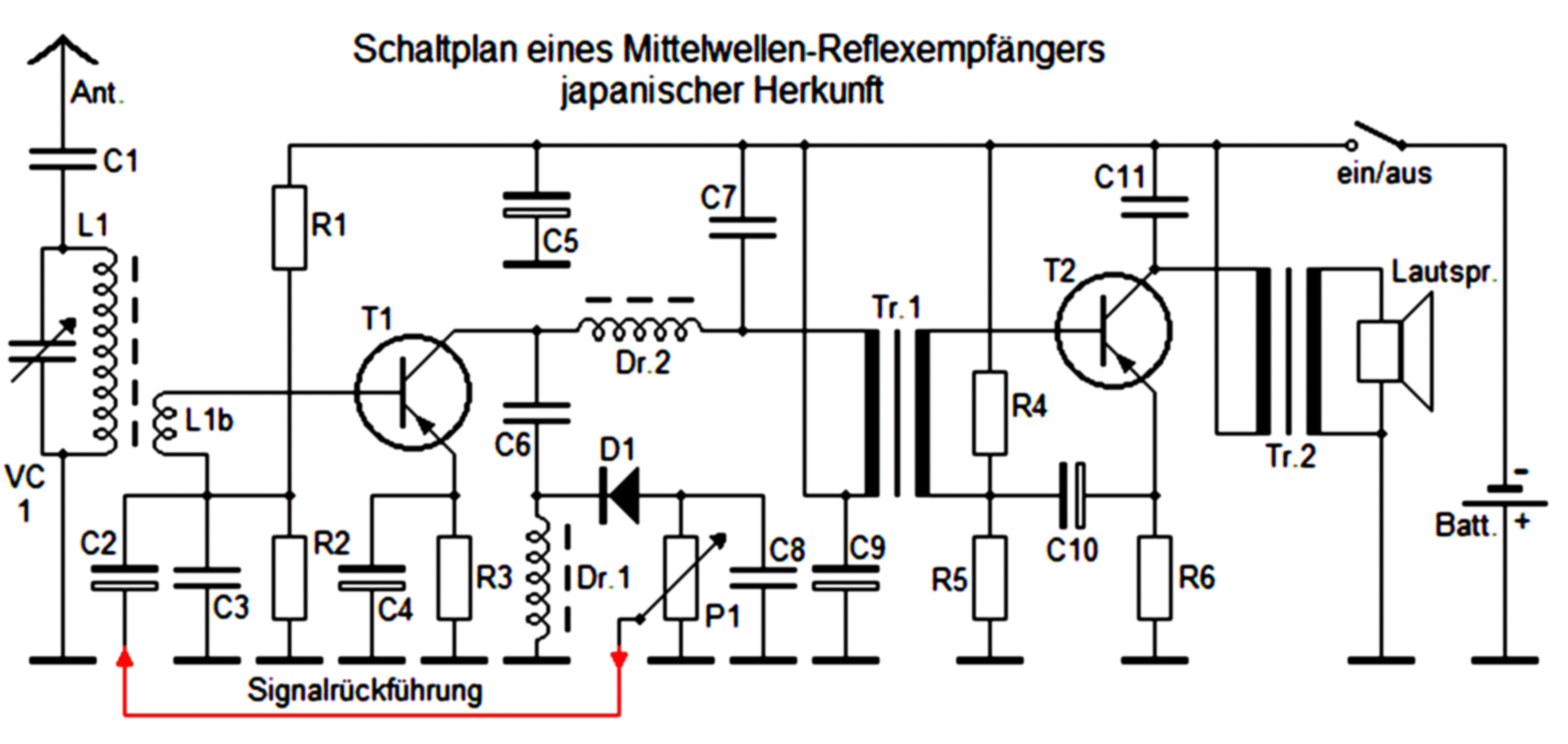
Reflexní přijímač se dvěma tranzistory
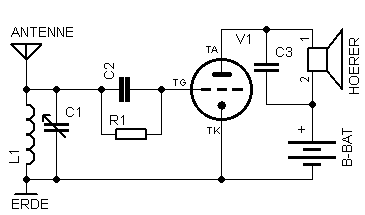
Elektronkový audion s triodou
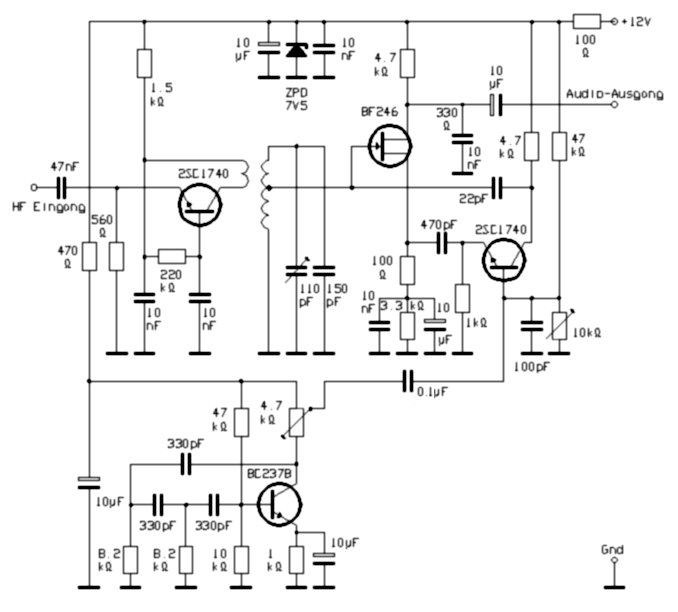
Superreakční přijímač